# Scobicia pustulata
Scobicia pustulata är en skalbaggsart som först beskrevs av Fabricius 1801.  Scobicia pustulata ingår i släktet Scobicia och familjen kapuschongbaggar. Inga underarter finns listade i Catalogue of Life.